# Mölle
Mölle – miejscowość (tätort) w Szwecji, w regionie administracyjnym (län) Skania, w gminie Höganäs.
Według danych Szwedzkiego Urzędu Statystycznego liczba ludności wyniosła: 634 (31 grudnia 2015), 601 (31 grudnia 2018) i 605 (31 grudnia 2019).